# 韩珉
韓珉（？—？）。《战国策》又作公仲珉，《史记》作韩聂，《战国纵横家书》作韩量，中国战国时期韩国人。

## 生平
前286年，被齐闵王任命为齐国相国，率领齐军攻打宋国。他在韩国为相时，命韩侈出使秦国，请帮助韩国攻打魏国。韩珉死后，韩辰继任韩珉。